# Kazuki Nakađima
Kazuki Nakajima (jap. 中嶋一貴) (Okazaki, 11. siječnja 1985.), je japanski vozač automobilističkih utrka, od 2012. godine član tima Toyote Racing u svjetskom prvenstvu World Endurance Championship-a (WEC), utrka prototipova.

### Potpuni popis rezultata u Formuli 1
(legenda) (Utrke označene debelim slovima označuju najbolju startnu poziciju) (Utrke označene kosim slovima označuju najbrži krug utrke)
| Godina | Momčad      | Šasija        | Motor                | 1       | 2      | 3       | 4       | 5       | 6      | 7       | 8      | 9      | 10     | 11     | 12     | 13     | 14     | 15     | 16      | 17     | 18     | Poredak | Bodovi |
| ------ | ----------- | ------------- | -------------------- | ------- | ------ | ------- | ------- | ------- | ------ | ------- | ------ | ------ | ------ | ------ | ------ | ------ | ------ | ------ | ------- | ------ | ------ | ------- | ------ |
| 2007.  | Williams F1 | Williams FW29 | Toyota RVX-07 2.4 V8 | AUS TD  | MAL TD | BAH     | ŠPA     | MON     | KAN TD | SAD TD  | FRA    | VB     | EUR    | MAĐ    | TUR    | ITA    | BEL    | JAP    | KIN TD  | BRA 10 |        | 22.     | 0      |
| 2008.  | Williams F1 | Williams FW30 | Toyota RVX-08 2.4 V8 | AUS 6   | MAL 17 | BHR 14  | ŠPA 7   | TUR Ret | MON 7  | KAN Ret | FRA 15 | VB 8   | NJE 14 | MAĐ 13 | EUR 15 | BEL 14 | ITA 12 | SIN 8  | JAP 15  | KIN 12 | BRA 17 | 15.     | 9      |
| 2009.  | Williams F1 | Williams FW31 | Toyota RVX-09 2.4 V8 | AUS Ret | MAL 12 | KIN Ret | BAH Ret | ŠPA 13  | MON 15 | TUR 12  | VB 11  | NJE 12 | MAĐ 9  | EUR 18 | BEL 13 | ITA 10 | SIN 9  | JAP 15 | BRA Ret | ABU 13 |        | 20.     | 0      |

### Potpuni popis WEC rezultata
| Godina | Momčad              | Klasa | Šasija              | Motor                    | Gume | 1.     | 2.      | 3.      | 4.    | 5.    | 6.    | 7.    | 8.      | 9.  | Bodovi | Poredak |
| ------ | ------------------- | ----- | ------------------- | ------------------------ | ---- | ------ | ------- | ------- | ----- | ----- | ----- | ----- | ------- | --- | ------ | ------- |
| 2012.  | Toyota Racing       | LMP1  | Toyota TS030 Hybrid | Toyota 3.4 L V8 (Hybrid) | M    | SEB    | SPA     | LMS Ret | SIL 2 | SAO   | BHR   | FUJ 1 | SHA     |     | 44     | 13.     |
| 2013.  | Toyota Racing       | LMP1  | Toyota TS030 Hybrid | Toyota 3.4 L V8 (Hybrid) | M    | SIL    | SPA Ret | LMS 4   | SAO   | COA   | FUJ 1 | SHA   | BHR Ret |     | 37.5   | 12.     |
| 2014.  | Toyota Racing       | LMP1  | Toyota TS040 Hybrid | Toyota 3.7 L V8 (Hybrid) | M    | SIL 2  | SPA 3   | LMS Ret | COA   | FUJ 2 | SHA 2 | BHR   | SAO     |     | 71     | 8.      |
| 2015.  | Toyota Racing       | LMP1  | Toyota TS040 Hybrid | Toyota 3.7 L V8 (Hybrid) | M    | SIL 3  | SPA     | LMS 8   | NÜR 5 | COA 4 | FUJ 5 | SHA 6 | BHR 4   |     | 75     | 7.      |
| 2016.  | Toyota Gazoo Racing | LMP1  | Toyota TS050 Hybrid | Toyota 2.4 L Turbo V6    | M    | SIL 16 | SPA 27  | LMS NC  | NÜR 5 | MEX   | COA   | FUJ   | SHA     | BHR | 11     | 17.     |